# Karret
Karret är en sjö i Qaqortoq på Grönland.